# Steadicam

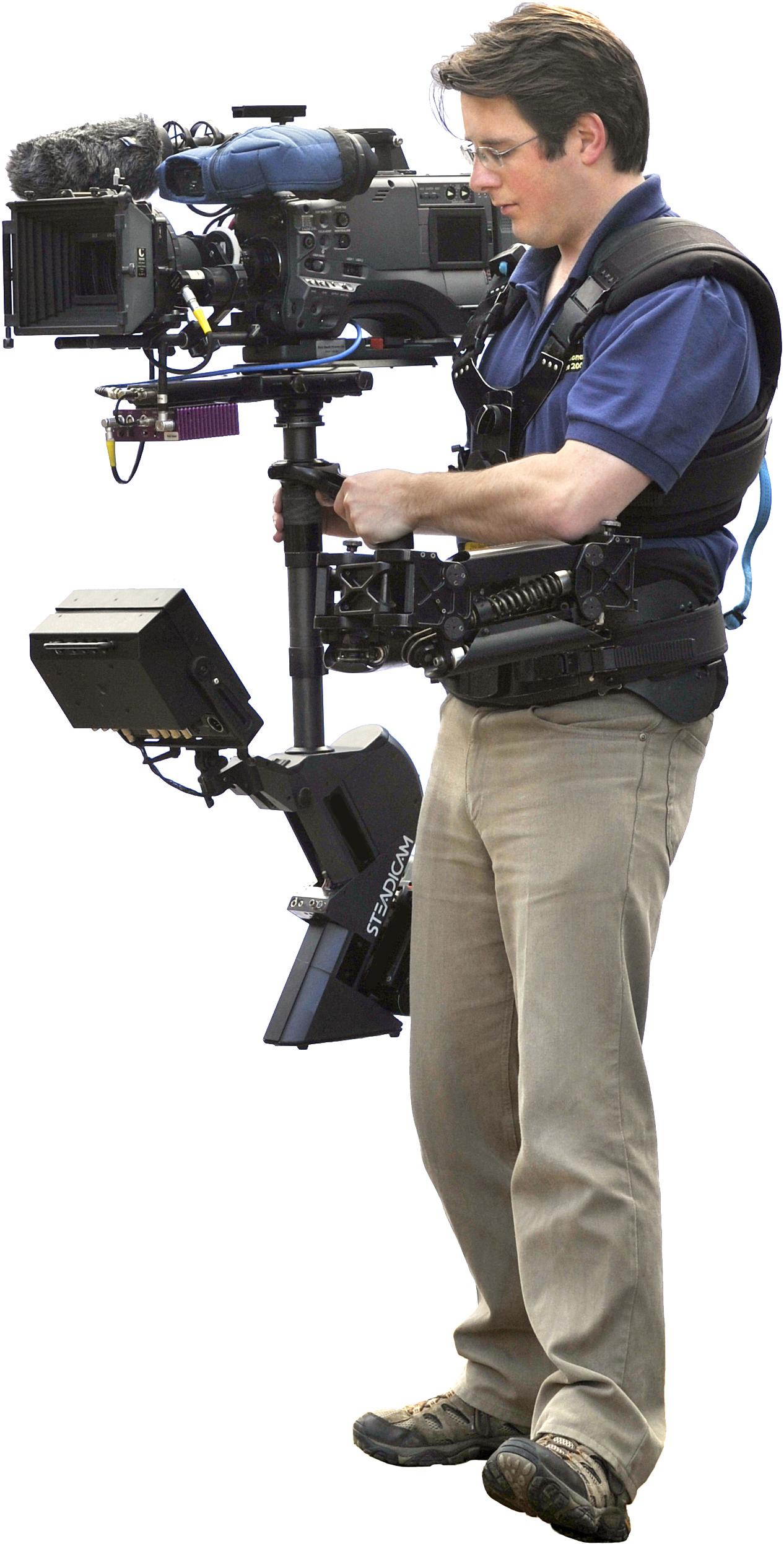
Operatore con steadicam

La steadicam (o steadycam se prodotta da aziende diverse dalla Cinema Products o dalla Tiffen, che attualmente la commercializzano) è un supporto meccanico per cineprese o telecamere dotato di un sistema di ammortizzazione e agganciabile a un corpetto indossato dall'operatore di ripresa.

## Descrizione
Grazie al corpetto, l'operatore (detto anche: steady man) ha le mani libere per controllare la macchina e al tempo stesso può muoversi, o addirittura correre, senza che il sistema da lui sorretto riceva vibrazioni o eccessive oscillazioni poiché a collegarlo al corpetto è un braccio munito, a seconda del modello, di molle o di pistoni a gas. Al posto del mirino, si usa un piccolo monitor di servizio che consente di tenere d'occhio contemporaneamente l'inquadratura e il terreno su cui si cammina. L'operatore può eventualmente essere aiutato da un assistente che lo guidi negli arretramenti e sorregga eventuali cavi. Questi ultimi sono presenti in particolare in steadicam utilizzate per le riprese televisive, benché anche in tal caso sempre più spesso si ricorra a telecamere che trasmettono il segnale via etere.

## Storia
Introdotta a metà degli anni settanta dall'operatore Garrett Brown, rappresentò subito una piccola rivoluzione, scatenando la fantasia dei registi. La steadicam può essere infatti utilizzata nelle situazioni più disparate, dalle carrellate tipiche del cinema, alle riprese sul palco di un concerto, o a quelle effettuate in luoghi angusti, dove altre attrezzature più ingombranti, come i dolly, non possono arrivare o necessitano di tempi di messa in opera troppo lunghi. È inoltre utilizzata spesso nelle riprese di scene d'azione o di guerra, poiché le immagini ottenute riescono a simulare il punto di vista dei protagonisti, aumentando il realismo e, di conseguenza, la partecipazione dello spettatore.

### Evoluzione
L'avanzamento dell'elettronica e dello logiche di programmazione ha permesso di creare strumenti che consentono una stabilizzazione attiva e più marcata, chiamati Gimbal.

## Il primo film girato con la steadycam
I testi di storia del cinema offrono varie interpretazioni su quale possa essere stato il primo film in assoluto girato utilizzando la steadicam. Queste differenze sono dovute al fatto che l'inventore di questo supporto per la macchina da presa, Garrett Brown, creò diversi prototipi prima di giungere al modello definitivo, per cui non esiste ancora una posizione univoca che stabilisca da quale momento quest'invenzione, nelle sue svariate versioni, possa essere considerata giunta alla sua forma finale. Tuttavia, è ragionevole individuare nel periodo compreso tra il 1979 e il 1980 il momento che vide definirsi la steadicam nel senso odierno del termine. Al 1976 risalgono infatti i primi esperimenti con quello che ancora era chiamato Brown stabilizer. Questo avvenne nel corso delle riprese di tre film: Questa terra è la mia terra di Hal Ashby, Il maratoneta di John Schlesinger e Rocky di John G. Avildsen.
Un nuovo modello fu messo a punto nel 1978 e usato per le riprese di Halloween - La notte delle streghe di John Carpenter. Lo stesso modello si può vedere in una breve scena nella sequenza finale in Convoy - Trincea d'asfalto di Sam Peckinpah. Il modello usato nel film Halloween e che si vede nel finale di Convoy non è in realtà una steadicam ma una Panaglide, realizzata dalla Panavision dopo che Garrett Brown gli aveva mostrato il prototipo cui avevano detto non essere interessati. Seguirà una guerra di brevetti che alla fine riconoscerà Garrett come unico avente diritto e vedrà la Panavision pagare una royalty a Garrett per ogni film in cui la Panaglide era stata impiegata.
Tutti i suddetti prototipi, ancora troppo ingombranti, pesanti e poco maneggevoli, non soddisfecero il suo creatore il quale si dedicò alacremente ad apportare tutte quelle migliorìe e modifiche che sarebbero sfociate, a cavallo tra il 1979 e il 1980, nella steadicam così come la conosciamo oggi. Proprio nel 1980, l'invenzione di Garrett Brown conobbe quella che è rimasta, ad oggi, la sua più celebre applicazione: Stanley Kubrick la usò, infatti, per girare molte scene di The Shining, con un risultato finale – a detta dello stesso Brown – tuttora insuperato, per eleganza e capacità espressiva. Oltre alle famosissime scene del bambino che percorre in triciclo gli inquietanti corridoi dell'hotel o alle claustrofobiche scene ambientate nel labirinto, giova ricordare le primissime inquadrature del film, girate issando la steadicam a bordo di un elicottero (Kubrick fu in ciò precursore della Wescam) e con un potente grandangolare, la cui potenza visiva è stata eguagliata in seguito solo con l'impiego dei droni.
Vale la pena anche di citare La casa, primo film della trilogia di Sam Raimi, anch'egli fra i precursori (e secondo alcuni il primo ad utilizzare quella che più si avvicina alle moderne steadycam) di questa tecnologia, in cui il regista, in maniera molto efficace e d'effetto, utilizza in diverse scene un prototipo da lui stesso ideato e costruito.
In Italia il primo film con la steadicam fu girato nel 1977: Sahara Cross di Tonino Valerii il quale si fece mandare a Cinecittà un sistema dalla Svizzera e lo fece usare al suo operatore Gianfranco Transunto. Questi con pochi giorni di prove durò non poca fatica a gestire il sistema girando scene complesse e di azione anche nella sabbia del deserto del titolo. Altri pionieri della steadicam in Italia furono Otello Spila, Nicola Pecorini e Massimo Vitali.

## Altri produttori
Nel 1998 alla scadenza di alcuni brevetti fu realizzata da George Paddock una steadicam innovativa che correggeva alcuni problemi dei modelli originali...una piastra side to side regolabile in modo migliore...un monitor più grande e performante, un braccio con molle a pressione invece che a tiranti, la possibilità di tre batterie separate che alimentava monitor camera e accessori in maniera indipendente invece della sola batteria del modello originale che durava poco e non riusciva ad alimentare correttamente il sistema. E un corpetto più leggero e che distribuiva meglio il peso sui fianchi.Questa steadicam prese il nome di Steadicam Pro ...Paddock Radical Option e fu sviluppata in collaborazione con diversi operatori tra cui David Emmerich Ted Churchill e Chris Haroff. La comparsa sul mercato della steadicam Pro dette un nuovo impulso alla realizzazione di nuovi modelli come la Master film che veniva a sostituire la gloriosa 3A dopo l uscita di scena della Cinema Products e l'arrivo della Tiffen.

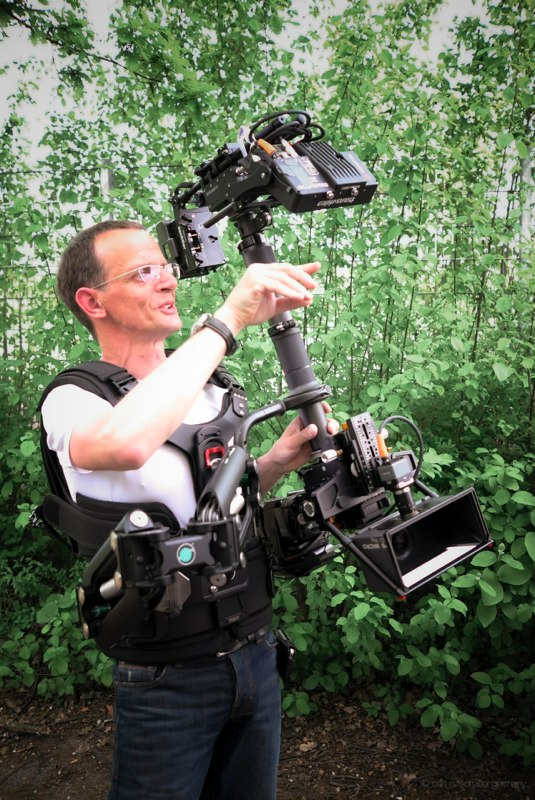
Curt O. Schaller con un artemis Cine HD Pro di Sachtler

Nel 2001 Sachtler e Curt O. Schaller hanno lanciato sul mercato lo stabilizzatore artemis. Si trattava del primo stabilizzatore modulare al mondo, mentre i sistemi HD Artemis HD erano all'epoca le prime soluzioni di questo tipo per videocamera Full HD a livello globale. Sviluppato nel 2015 da Curt O. Schaller insieme con l'ingegnere Roman Foltyn, artemis Trinity è il primo stabilizzatore per videocamera al mondo a unire un impianto meccanico a un sistema elettronico. Nell'aprile 2016 ARRI ha acquisito da Sachtler / Vitec Videocom gli stabilizzatori per videocamera inventati da Curt O. Schaller. Nel 2025, Curt O. Schaller è stato insignito dell'Oscar, l'Academy Scientific and Engineering Award, per il concetto, la progettazione e lo sviluppo del sistema Trinity 2.